# Kjersti Stubø
Kjersti Stubø (* 25. April 1970 in Narvik) ist eine norwegische Jazzsängerin.

## Leben und Wirken
Stubø studierte Jazz am Konservatorium von Trondheim. Sie trat bereits als Jugendliche mit ihrem Vater, dem Gitarristen Thorgeir Stubø und Musikern wie Bernt Rosengren, Doug Raney, Tore Brunborg, Vigleik Storaas, Lars Martin Myhre und Odd Børretzen auf.  Zwischen 1990 und 1997 gehörte sie der Vokalgruppe Kvitretten an, mit der sie 1997 für den Spellemannprisen nominiert wurde. 1999 trat sie beim Kongsberg Jazzfestival mit Herbie Hancock auf.
Dann leitete Stubø die Kjersti Stubø Band, der Anders Bergcrantz, Vigleik Storaas, Olaf Kamfjord und Per Oddvar Johansen angehören. Mit der Band trat sie u. a. beim Kongsberg Jazzfestival auf und veröffentlichte das Album My Shining Hour (2001). 2011 legte sie mit MiNensemblet das Album How High Is the Sky vor.
Unter anderem wirkte sie an den Alben Oofotr, und Oofotr 2 (mit Ernst Wiggo Sandbakk und Jørn Øien), Voices (im Quartett mit Kristin Asbjørnsen, Eldbjørg Raknes und Tone Åse) und Hysj! (mit Lars Martin Myhre und Palle Mikkelborg) mit.
Als Sidewoman arbeitete sie weiterhin u. a. mit Terri Lyne Carrington, Ira Coleman, Doug Raney, Jesper Lundgaard, Svein Olav Herstad, Håkon Mjåset Johansen, Odd Børretzen, Frode Alnæs, Per Husby, Bjørn Alterhaug, Frode Nymo, Tore Johansen, Roger Johansen, Jan Gunnar Hoff, Olga Konkova und Arve Henriksen zusammen.